# Rhizophydium condylosum
Rhizophydium condylosum är en svampart som beskrevs av Karling 1968. Rhizophydium condylosum ingår i släktet Rhizophydium och familjen Rhizophydiaceae.   Inga underarter finns listade i Catalogue of Life.